# جانکشن هاوس (کالیفرنیا)
جانکشن هاوس (به انگلیسی: Junction House) یک منطقه ثبت‌نشده در شهرستان نوادا، ایالت کالیفرنیا است. این منطقه در ارتفاع ۱۳۳۰ متری (۴۳۶۳ فیت) از سطح در واقع شده. جانکشن هاوس در فاصله (۴٫۸) کیلومتری جنوب‌غرب واشینگتن قرار دارد.